# Борис Колар
Борис Колар (слч. Boris Kollár; Братислава, 14. август 1965) словачки је предузетник, политичар и бивши председник Народне скупштине Словачке Републике.

## Политичка каријера
Године 2015. основао је политичку странку Ми смо породица (слч. Sme Rodina). Његова странка освојила је 11 места у Народној скупштини током парламентарних избора 2016. године у Словачкој.
Године 2016. независни извор је пренео материјал за медије који повезују Бориса Колара са словачком мафијом у малим и средњим предузећима. Колар је одбацио оптужбу као покушај дискредитације.

## Лични живот
Колар је једно кратко време живео у Мајамију, Сједињене Америчке Државе .